# Saksun
Saksun (znamenající doslovně Dlouhá pláž; dánsky Saksen) je vesnice se 10 obyvateli na Faerských ostrovech. Leží na ostrově Streymoy. Administrativně spadá pod obec Sunda. Ve vsi je starý kostel, který byl původně postaven v Tjørnuvíku, ale v roce 1858 byl rozložen, přenesen přes hory do Saksunu a znovu sestaven.